# Hemimycena rickenii
Hemimycena rickenii är en svampart som först beskrevs av A.H. Sm., och fick sitt nu gällande namn av Rolf Singer 1962. Hemimycena rickenii ingår i släktet Hemimycena och familjen Mycenaceae.   Inga underarter finns listade i Catalogue of Life.